# لينكولن ماكميلان
لينكولن ماكميلان (بالإنجليزية: Lincoln MacMillan)‏ هو لاعب كرة قاعدة أمريكي، ولد في 1864 في آن آربر في الولايات المتحدة، وتوفي بنفس المكان في 12 سبتمبر 1950.